# 东卡珀尔恩
东卡珀尔恩是德国下萨克森州的一个市镇。总面积100.19平方公里，总人口9502人，其中男性4661人，女性4841人（2011年12月31日），人口密度95人/平方公里。

## 友好城市
- 法國 博尔贝克